# By Appointment Only
By Appointment Only es una película de suspenso de 2007 protagonizada por televisión y escrita por Ally Walker. Jordan Garrett recibió una nominación a Mejor Actuación en una Película para Televisión, Miniserie o Especial - Actor Joven de Reparto en la 29.ª edición de los Young Artist Awards.

## Reparto
- Ally Walker como Val Spencer
- Currie Graham como Jake Brenner
- Marnette Patterson como Angie
- Jordan Garrett como Nick Spencer
- Suzanne Ford como Mary Vance
- Brian Howe como Jim
- Eddie Vélez como el detective Sosa